# Voyagers de Great Falls
Les Voyagers de Great Falls (en anglais : Great Falls Voyagers) sont une équipe des ligues mineures de baseball de niveau recrue fondée en 1948 à Great Falls, dans le Montana aux États-Unis, et y jouant sans interruption depuis 1969.
Autrefois connus sous différents noms, notamment Electrics de Great Falls, le club fait partie de la Pioneer League et est depuis 2003 affilié aux White Sox de Chicago de la Ligue majeure de baseball.
Les matchs locaux sont joués depuis 1969 au Centene Stadium (anciennement Legion Park ou Legion Stadium), un stade pouvant accueillir 4 000 spectateurs. Depuis 1979, année où la Pioneer League divise ses clubs en deux sections, Great Falls fait partie de la division Nord.
Le club de Great Falls compte 12 titres de la Pioneer League, le plus récent en 2011.

## Histoire
Les Electrics de Great Falls s'installent à Great Falls en 1948 et sont le premier club professionnel de baseball basé dans cette localité depuis une équipe du même nom dans la défunte Northwestern League en 1916 et 1917. L'équipe de la Pioneer League joue sous différents noms au fil des ans : Electrics, Selectrics, Dodgers, Giants, White Sox et Voyagers.
Le nom original, Electrics, utilisé pour la première fois pour une équipe évoluant dans l'Union Association de 1911 à 1913, fait référence aux nombreuses centrales hydroélectriques sur la rivière Missouri et au surnom dont hérita la ville de Great Falls, The Electric City (la « ville électrique »). Lorsque l'équipe de l'Union Association est dirigée par Harry Helster en 1913, les médias locaux commencent à utiliser le nom Hester's Electrics dans les journaux pour parler de l'équipe. En 1949 et 1950, le club de Great Falls porte le nom Selectrics, un mot-valise créé à partir du mot Electrics et du nom de la Select Beer Company, une brasserie locale ayant acheté l'équipe.
Great Falls est un club de « niveau C », classification de ligue mineure aujourd'hui disparue. Lorsque le baseball organisé procède à une refonte de son système d'affiliation, les Electrics de Great Falls sont un club de niveau A pour une saison seulement, en 1963.
Great Falls n'est pas toujours affilié avec des équipes du baseball majeur, particulièrement dans les premières années d'existence du club. Une affiliation avec les Indians de Cleveland est envisagée en 1949 mais le club majeur y renonce finalement. En 1951, les Electrics sont un club-école des Pirates de Pittsburgh,,.
En décembre 1951, Great Falls devient un club affilié des Dodgers de Brooklyn. En 1957, le club se renomme Dodgers en raison de cette affiliation.
Great Falls cesse ses activités après la saison 1963 et refait surface en 1969, cette fois comme club-école de niveau recrue des Giants de San Francisco. Les Giants de Great Falls évoluent de 1969 à 1983. En 1984, le club devient les Dodgers de Great Falls, et sont un club-école recrue des Dodgers de Los Angeles jusqu'en 2002.

### Les «Voyagers»
En 2003 débute l'affiliation actuelle avec les White Sox de Chicago. Toujours club-école de niveau recrue, à l'instar des autres clubs de la Pioneer League, l'équipe s'appelle les White Sox de Great Falls de 2003 à 2007. En 2008, tout en maintenant leur affiliation avec les White Sox, ils deviennent les Voyagers de Great Falls. Le nouveau nom, et les nouveaux logos du club (une soucoupe volante et un petit homme vert), font référence à un ovni observé en 1950 (en) à Great Falls par Nicholas « Nick » Mariana, le directeur général des Electrics de Great Falls. Le 15 août 1950, à 11h25 du matin, Mariana inspectait le terrain du Legion Stadium, où les Electrics devaient jouer un match durant la journée. Avec sa secrétaire, Virigina Raunig Woods,, Mariana observa deux objects volants non identifiés, décrits comme argentés et brillants, dans le ciel et les filma en format 16 mm,.

## Palmarès
Great Falls a remporté 12 fois le titre de la Pioneer League. Les Electrics ont été champions en 1951, 1954 et 1961, puis les Giants de Great Falls à leur tour en 1971, 1975 et 1976.
En tant que Dodgers de Great Falls, ils subissent deux défaites en finale aux mains des Trappers de Salt Lake City en 1985 et 1986 mais remportent peu après 3 titres consécutifs : aux victoires en finale sur les Copper Kings de Butte en 1988 et 1989 s'ajoute un succès face aux Trappers en 1990. En 1991, les Dodgers perdent la finale contre les Trappers, puis s'inclinent devant les Mustangs de Billings en 1997 et les Padres d'Idaho Falls en 2000. Le dernier titre remporté comme club affilié des Dodgers de Los Angeles est lors de la dernière saison de cette association : en 2002, la finale est gagnée sur les Angels de Provo.
Comme club affilié des White Sox de Chicago, les White Sox de Great Falls atteignent la finale de la Pioneer League en 2007 mais perdent aux mains des Owlz d'Orem. Le club, repabtisé Voyagers, remportent le titre dès l'année suivante, en 2008 sur le même adversaire, Orem. En 2011, les Voyagers triomphent des Raptors d'Ogden et remportent un 12e titre pour Great Falls.